# Le Cousin de Jerry
Pour plus de détails, voir Fiche technique et Distribution.
Le Cousin de Jerry (Jerry's Cousin) est un court métrage d'animation américain réalisé par William Hanna et Joseph Barbera, sorti le 7 avril 1951. 
Produit par la MGM, il s'agit du 57e cartoon Tom et Jerry.

## Synopsis
Muscles la souris, qui est dotée d'une force incroyable, vient en aide à son cousin Jerry contre Tom le chat, qui n'arrête pas de lancer des bâtons de dynamite dans le trou de souris de Jerry. Après avoir mis un bâton de dynamite dans la bouche de Tom, Muscles menace le chat de le battre s'il dérange encore Jerry.
Tom fait alors de la musculation afin de devenir aussi fort que Muscles. Mais, après avoir frappé la souris survitaminée, le chat se fait massacrer à son tour.
Jerry et Muscles, sur un coussin, ne s'aperçoivent pas que dans le grenier situé au 1er étage, Tom scie en rond une partie du sol afin de jeter sur Muscles une boule de bowling et d'attraper Jerry. Alors que Muscles est victime du jet de Tom, celui-ci revient lancer la même boule de bowling vers Tom et pourchasse ce dernier. Mais Tom se prépare à tirer avec un fusil sur Muscles. Cependant, la souris souffle dans les trous du canon et les cartouches se retrouvent dans les yeux de Tom. Muscles frappe alors Tom avec un maillet au niveau des yeux.
Tom, qui porte maintenant des lunettes noires, appelle le service des dératiseurs, mené par Butch, pour se débarrasser de Muscles. Mais ce dernier leur règle leurs comptes.
Comme Muscles doit partir, il donne un exemplaire de sa tenue à Jerry afin que Tom le laisse tranquille.